# Sparganothis
Sparganothis is een geslacht van vlinders van de familie bladrollers (Tortricidae), uit de onderfamilie Tortricinae.

## Soorten
- S. albicaudana Busck, 1915
- S. amoebaea Walsingham, 1913
- S. bistriata Kearfott, 1907
- S. breviplicana (Walsingham, 1897)
- S. calidana (Zeller, 1877)
- S. californiana (Walsingham, 1879)
- S. cana (Robinson, 1869)
- S. caryae (Robinson, 1869)
- S. chambersana (Kearfott, 1907)
- S. chionophthalma Meyrick, 1932
- S. daphnana McDunnough, 1961
- S. demissana (Walsingham, 1879)
- S. diluticostana Walsingham, 1879
- S. diminutana (Walsingham, 1897)
- S. directana (Walker, 1863)
- S. distincta (Walsingham, 1884)
- S. effoetana (Möschler, 1890)
- S. egana (Walker, 1866)
- S. elimata Meyrick, 1930
- S. euphronopa Meyrick, 1927
- S. ferreana Busck, 1915
- S. flavibasana (Fernald, 1882)
- S. geminorum Meyrick, 1932
- S. groteana (Fernald, 1882)
- S. helianthes Meyrick, 1932
- S. hudsoniana Freeman, 1940
- S. illuminata Meyrick, 1917
- S. illustris Razowski, 1975
- S. inconditana (Walsingham, 1879)
- S. irrorea (Robinson, 1869)
- S. ithyclina Meyrick, 1926
- S. karacana (Kearfott, 1907)
- S. lamberti Franclemont, 1986
- S. larreana Comstock, 1939

- S. lugens Walsingham, 1913
- S. lycopodiana (Kearfott, 1907)
- S. machimiana Barnes & Busck, 1920
- S. matsudai Yasuda, 1975
- S. morata Walsingham, 1913
- S. myrota Meyrick, 1911
- S. nephela Walsingham, 1913
- S. nigrocervina (Walsingham, 1895)
- S. niveana (Walsingham, 1879)
- S. pilleriana - Aardbeibladroller (Denis & Schiffermüller, 1775)
- S. praecana (Kennel, 1900)
- S. pulcherrimana (Walsingham, 1879)
- S. putmanana Freeman, 1940
- S. repandana (Walker, 1863)
- S. reticulatana (Clemens, 1860)
- S. rubicundana (Herrich-Schäffer, 1856)
- S. salinana McDunnough, 1961
- S. saracana (Kearfott, 1907)
- S. saturatana (Walker, 1863)
- S. scotiana McDunnough, 1961
- S. solidana Freeman, 1941
- S. striata Walsingham, 1884
- S. subacida Meyrick, 1917
- S. sulfureana (Clemens, 1860)
- S. taracana Kearfott, 1907
- S. testulana (Zeller, 1875)
- S. tristriata Kearfott, 1907
- S. tunicana (Walsingham, 1879)
- S. umbrana Barnes & Busck, 1920
- S. unifasciana (Clemens, 1864)
- S. violaceana (Robinson, 1869)
- S. xanthoides (Walker, 1863)
- S. yumana Kearfott, 1907